# Fastensonntag
Die Fastensonntage (lateinisch Dominicae Quadragesimae, Singular [Dies] Dominica Quadragesimae) sind die Sonntage in der großen Fastenzeit. Diese wird in der katholischen Kirche auch als österliche Bußzeit, in der evangelischen Kirche als Passionszeit bezeichnet und umfasst vierzig Werktage zwischen Aschermittwoch und Ostern (lateinisch Quadragesima [die] „[am] vierzigsten [Tag]“). Sie ist eine Bußzeit, in der der Leiden Christi gedacht wird, und dient der Vorbereitung auf das Hochfest Ostern. Die Fasten- bzw. Passionszeit umfasst sechs Sonntage, die fünf Fastensonntage und den Palmsonntag. 

## Sonntage der Fastenzeit
Die Bezeichnungen der Sonntage sind nicht ganz einheitlich. Die lateinischen Namen sind in der evangelischen Kirche gebräuchlich, in der römisch-katholischen Kirche werden sie (mit Ausnahme von Laetare) selten benutzt. Sie leiten sich vom ersten Wort des Introitus (Eröffnungsvers der heiligen Messe) ab.
| Nummerierung (katholisch/evangelisch)        | Bezeichnung                                                                                               | Introitus | Stationskirche             |
| -------------------------------------------- | --- | --- | -------------------------- |
| 1. Fastensonntag 1. Sonntag der Passionszeit | Invocabit, in den reformatorischen Kirchen Invocavit                                                      | Invocabit me, et ego exaudiam eum „Wenn er mich anruft, dann will ich ihn erhören“ (Ps 91,15 ) | San Giovanni in Laterano   |
| 2. Fastensonntag 2. Sonntag der Passionszeit | Reminiscere, auch Reminiszere                                                                             | Reminiscere miserationum tuarum „Denk an dein Erbarmen, Herr“ (Ps 25,6 ) | Santa Maria in Domnica     |
| 3. Fastensonntag 3. Sonntag der Passionszeit | Okuli | Oculi mei semper ad Dominum „Meine Augen schauen stets auf den Herrn“ (Ps 25,15 ) | San Lorenzo fuori le mura  |
| 4. Fastensonntag 4. Sonntag der Passionszeit | Laetare                                                                                                   | Laetare, Jerusalem „Freue dich, Jerusalem“ (Jes 66,10 ) | Santa Croce in Gerusalemme |
| 5. Fastensonntag 5. Sonntag der Passionszeit | Evangelisch: Judica Katholisch: Passionssonntag                                                           | Judica me, Deus „Richte mich, o Gott“ (Ps 43,1 ) | Petersdom                  |
| Palmsonntag 6. Sonntag der Passionszeit      | Evangelisch: Palmarum Katholisch: Dominica in Palmis de passione Domini, Palmsonntag vom Leiden des Herrn | Hosanna-Ruf zu Beginn der Palmweihe. Findet zu Beginn der Liturgie die Palmweihe und -prozession statt, entfällt in der heiligen Messe der Introitus. In Messen ohne Palmweihe besteht der Eröffnungsvers aus der Antiphon beginnend mit „Sechs Tage vor dem Osterfest kam der Herr in die Stadt Jerusalem“ in Verbindung mit Psalm 24,9–10 „Ihr Tore, hebt euch nach oben“. Bis 1969 zu Beginn der eigentlichen Messfeier: Domine, ne longe facias „Du aber, Herr, halte dich nicht fern“ (Ps 22,20.22 ) | San Giovanni in Laterano   |

Eine Eselsbrücke zum Einprägen der Namen der sechs Sonntage der Fastenzeit ist der Satz „In rechter Ordnung lerne Jesu Passion“.
Seit 1970 lautet der Introitus des zweiten Fastensonntags in der katholischen Liturgie alternativ: Tibi dixit cor meum, quaesivi vultum tuum. Faciem tuam, Domine, requiram, ne avertas faciem tuam a me. („Mein Herz denkt an dein Wort: Sucht mein Angesicht! Dein Angesicht, Herr, will ich suchen. Verbirg nicht dein Gesicht vor mir.“ Ps 27,8–9 )
In der Fastenzeit entfällt in der Liturgie von Stundengebet und Messfeier das Halleluja, das Gloria wird nur an Festen und Hochfesten gesungen oder gesprochen, also im Calendarium Romanum Generale am Fest Kathedra Petri (22. Februar), am Hochfest des heiligen Josef (19. März) und am Hochfest der Verkündigung des Herrn (25. März). Oft wird auch nicht mit vollem Geläut zum Gottesdienst gerufen, das Orgelspiel ist – außer am vierten Fastensonntag – nur als Begleitung des Gesangs erlaubt. Der Altar darf nur am Sonntag Laetare mit Blumen geschmückt werden. Die liturgische Farbe ist Violett. An Laetare können stattdessen, wie am dritten Adventssonntag (Gaudete), rosa Paramente verwendet werden. Das zum Rosa aufgehellte Violett weist gegen Ende der Bußzeiten auf die Freude des nahenden Osterfestes hin.
Der Sonntag Invocabit wurde im Mittelalter auch „weißer Sonntag“ genannt, da in Rom die Taufbewerber, die in der Osternacht die Taufe empfangen wollten, an diesem Sonntag erstmals in weißen Taufkleidern in die Kirche zogen und am Gottesdienst teilnahmen. Seit dem Konzil von Trient wird der Sonntag nach Ostern als Dominica in Albis (Weißer Sonntag) bezeichnet.
Mit dem Sonntag Invocavit sind in der evangelischen Theologie die Invokavitpredigten Martin Luthers 1522 in Wittenberg sowie auf reformierter Seite das Wurstessen beim Zürcher Drucker Christoph Froschauer, das gleichfalls 1522 stattfand, verbunden.

## Sonntage der Vorfasten- oder Vorpassionszeit
Die drei Sonntage vor Aschermittwoch wurden seit dem 6. Jahrhundert besonders begangen, vermutlich beeinflusst von der entsprechenden ostkirchlichen Praxis, der Besinnung auf die österliche Taufe und/oder besonderer Bußfertigkeit.
Die Sonntage hießen Septuagesima (Dominica in septuagesima die, „Sonntag am 70. Tag“), Sexagesima (Dominica in sexuagesima die, „Sonntag am 60. Tag“) und Quinquagesima (Dominica in quinquagesima die, „Sonntag am 50. Tag“), benannt nach dem 70., 60. bzw. 50. Tag vor Ostern, in dessen Woche der Sonntag gefeiert wurde. 

### Vorfastenzeit in der römisch-katholischen Kirche
In der römisch-katholischen Kirche war die Zeit ab dem dritten Sonntag vor dem Aschermittwoch bis zum Beginn der Fastenzeit am Aschermittwoch die Vorfastenzeit, es wurden violette Paramente verwendet. Auf das Gloria wird verzichtet, anstelle des Alleluja wird ein Tractus gesungen, die Akklamation bei der Entlassung war Benedicamus Domino statt Ite, missa est. Mit der Liturgiereform nach dem Zweiten Vatikanischen Konzil wurde die Vorfastenzeit abgeschafft, in der 1969 von Papst Paul VI. promulgierten Grundordnung des Kirchenjahres ist sie nicht mehr enthalten und gehört jetzt zur Zeit im Jahreskreis, die Sonntage werden als Sonntage im Jahreskreis durchgezählt. 
In Gruppen, in denen der Gottesdienst nach der Liturgie von 1962 gefeiert wird, werden in der Vorfastenzeit weiterhin die Bezeichnungen und liturgischen Texte der drei Vorfastensonntage verwendet; die liturgische Farbe ist Violett.

### Vorpassionszeit in der Evangelischen Kirche
Die Sonntage nach dem Ende der Weihnachtszeit am 2. Februar, die vor der Passionszeit liegen, also vor dem Aschermittwoch, werden in der evangelischen Kirche als Vorpassionszeit bezeichnet. Bis 2018 waren es drei, ab 2019 sind es bis zu fünf Sonntage. Die liturgische Farbe ist Grün. 
Die letzten drei (bis 2018 waren das alle) tragen folgende Namen, jeweils entsprechend dem Incipit des Introitus beziehungsweise der Zahl der Tage bis Ostern:
- Septuagesimae (von lateinisch septuagesimus, Dominica septuagesimae diei [Sonntag] „des siebzigsten“ [Tages]), 70. Tag vor dem Ende der Osterwoche, die mit dem Sonntag Quasimodogeniti zu Ende geht, oder Circumdederunt :
„Circumdederunt me gemitus mortis“
(„Mich umfingen die Fesseln des Todes“ Ps 18,5 EU)
- Sexagesimae (von lat. sexagesimus, Dominica sexagesimae diei [Sonntag] „des sechzigsten“ [Tages]), noch etwa 60 Tage, oder Exsurge:
„Exsurge, quare obdormis, Domine“
(„Wach auf! Warum schläfst du, Herr?“ Ps 44,24 EU)
- Estomihi oder Quinquagesimae (von lat. quinquagesimus, Dominica quinquagesimae diei [Sonntag] „des fünfzigsten“ [Tages]), noch etwa 50 Tage:
„Esto mihi in Deum protectorem, et in locum refugii, ut salvum me facias.“
(„Sei mir ein schützender Fels, eine feste Burg, die mich rettet.“ Ps 31,3 EU)

Im Rahmen der Perikopenrevision in der Evangelische Kirche in Deutschland wurde eine Verlängerung der Vorpassionszeit auf bis zu fünf Sonntage festgelegt; dabei werden die beiden zusätzlichen Sonntage als 4. bzw. 5. „Sonntag vor der Passionszeit“ bezeichnet. Das Prinzip ist, den Wechsel von der Epiphaniaszeit zur Vorpassionszeit auf einen festen Termin zu legen: „Es gibt nun stabil vier Sonntage nach Epiphanias, deren letzter ungefähr mit dem 2. Februar (Darstellung des Herrn) zusammenfällt; darauf folgen bis zu fünf Sonntage vor der Passionszeit.“ Damit kann also die Epiphaniaszeit entsprechend um zwei Sonntage kürzer sein, als es in bis dahin geltenden Ordnungen der Fall war. Nach der Neuordnung, die mit dem Kirchenjahrbeginn am 1. Sonntag im Advent 2018 in Kraft trat, entfallen in Jahren mit sehr frühem Ostertermin auch weitere Sonntage der Vorpassionszeit, in Extremfällen – zum Beispiel wenn Ostern am 22. März gefeiert wird und Invokavit auf den 8. Februar fällt – sogar alle.